# Blanca d'Artois
Blanca d'Artois (nascuda vers el 1248, morta el 2 de maig de 1302), regenta de Navarra 1274-1284, després comtessa de Lancaster, fou filla de Robert I comte d'Artois, mort el 1250, i de Matilde de Brabant.

## Biografia
Casada el 1269 en primeres noces amb Enric I de Navarra, rei de Navarra de 1270 fins a la seva mort el 1274, i en segones, el 1276, amb Edmund d'Anglaterra comte de Lancaster (1245- 1296), un príncep anglès, fill segon del rei Enric III d'Anglaterra. A la mort del seu primer marit, el 1274, i fins a 1284 va ser regent del regne de Navarra i dels comtat de Brie, Xampanya, Troyes i Meaux en nom de la seva filla i hereva d'Enric I, Joana I de Navarra (reina de 1274 a 1305). Va morir a la casa de Navarra a París el 2 de maig de 1302. És sebollida al monestir d'Aldgate a Anglaterra.